# Кудимов Андрій Єгорович
Андрій Єгорович Кудимов (нар. 22 грудня 1964, Первомайський, Харківська область, УРСР) — український футбольний тренер, колишній радянський та український футболіст, що виступав на позиції воротаря. В 2016—2022 роках працював тренером воротарів у російських клубах.

## Біографія

### Кар'єра гравця
Андрій Кудимов вихованець харківського футболу. У 1980-х виступав за місцевий «Маяк» у другій лізі та дубль харківського «Металіста». У 1985 році зіграв один матч у Вищій лізі чемпіонату СРСР, вийшовши на заміну на 57 хвилині в матчі проти донецького «Шахтаря». Потім продовжив виступати за клуби з Української РСР — «Кремінь» (Кременчук), «Металург» (Куп'янськ) і «Автомобіліст» (Суми).
У 1991 році перейшов у команду «Согдіана» з узбецького міста Джиззак, яка виступала у другій лізі СРСР. У 1992—1994 роках виступав за «Согдіану» в чемпіонаті Узбекистану, в сезоні 1992 року став бронзовим призером. У 1994 році перейшов у російський клуб «Океан» (Находка), який виступав у першій лізі.
У 1995 році повернувся в Україну, де виступав за «Явір» (Краснопілля) і «Кремінь» (Кременчук) в першій лізі та за «Арсенал» (Харків) у другій лізі.

### Тренерська кар'єра
Влітку 2001 року завершив кар'єру гравця та увійшов до тренерського штабу харківського «Арсеналу», де пропрацював до кінця 2004 року. У 2005 році перейшов у харківський «Металіст», де працював до березня 2016 року, останні півроку тренував молодіжний склад. За ці роки «Металіст» сім разів ставав бронзовим і один раз срібним призером чемпіонату України.
У 2010 році з лютого по серпень був у тренерському штабі збірної України, яку недовго очолював Мирон Маркевич, який працював головним тренером і в «Металісті».
З березня по червень 2016 працював тренером воротарів у молдовському клубі «Заря» (Бєльці).
З червня 2016 року до червня 2018 року був у тренерському штабі російського ФК «Тосно», після чого працював тренером воротарів у двох інших російських клубах, «Чертаново» та «Олімп-Долгопрудний». В останньому клубі працював до 8 лютого 2022 року.
З 29 липня 2022 року до 22 серпня 2023 року працював в тренерському штабі «Дніпра-1».